# Helene Stökl

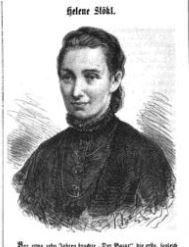
Helene Stökl

Helene Stökl (Pseudonyme: Constanze von Franken, Joconde; * 18. März 1845 in Brandenburg an der Havel als Helene Boeckel; † 15. Februar 1929 in Wien) war eine deutsch-österreichische Schriftstellerin.

## Leben
Helene Stökl war die Tochter Karl Boeckels, eines Sprachlehrers an der Ritterakademie in Dom Brandenburg; ihre Schwester war die Schriftstellerin Elise Linhart. Helene Stökl wuchs auf in Brandenburg und Breslau.
Sie absolvierte eine Ausbildung zur Lehrerin in Görlitz und legte 1863 ihr Lehrerinnen-Examen in Bunzlau ab. Anschließend war sie in Sachsen und in der Wiener Neustadt als Lehrerin tätig. 1869 heiratete sie den Musiklehrer Rudolf Stökl; aus der Ehe gingen drei Kinder hervor.
Nach dem Tod ihres Ehemanns im Jahre 1885 lebte Helene Stökl ab 1896 bei ihrem ältesten Sohn, dem Pfarrer Erich Stökl, in Steyr, ab 1901 in St. Pölten und ab 1905 in Wien. Ab 1873 schrieb sie Beiträge für österreichische Zeitungen und Zeitschriften, und ab 1877 veröffentlichte sie eigene Bücher.
Helene Stökl war Verfasserin von erzählenden Werken, vorwiegend für Kinder und Jugendliche. Zahlreiche ihrer Werke sind der „Backfischliteratur“ zuzurechnen.  Daneben schrieb sie unter dem Pseudonym Constanze von Franken auch Ratgeber und Benimmbücher. Ihr größter Erfolg war das 1890 zuerst  veröffentlichte Werk Katechismus des guten Tones und der feinen Sitte (später: Handbuch des guten Tones und der feinen Sitte), das bis 1933 in 66 Auflagen erschien und von dem mehr als 300.000 Exemplare verkauft wurden. 1890 wurde Helene Stökl mit einer Ehrengabe der Schwestern-Fröhlich-Stiftung ausgezeichnet.

## Werke

### Autorschaft
- Aus der Mädchenzeit, Leipzig 1877
- Maja, Berlin 1877
- Aus glücklichen Tagen, Leipzig 1880
- Aug in Auge, Leipzig 1881
- Meinen Sie mich?, München 1881
- Daheim und Draußen, Münster 1882 (zusammen mit Emil Rose)
- Er, Sie und Es, Leipzig 1882
- Fürs Kindernest, München 1882
- Verschlungene Lebenspfade, Berlin 1882
- Dämmerstunden, Dresden 1883
- Für junge Herzen, Dresden 1883
- Unterm Weihnachtsbaum, Leipzig 1883
- Herzens-Kalender, Leipzig 1884
- In Untreue treu, Berlin 1884
- Die Seeschwalbe. Das Lappenmädchen. Im Thale des Tuareks, Stuttgart 1884
- Unsere Kleinen, Leipzig 1885
- Schneerosen, Leipzig 1886
- Hell und dunkel, Berlin 1889
- Das Lorl und andere Erzählungen für junge Mädchen, Berlin 1889
- Märchenquell, Berlin 1889
- Der gute Ton für die Kinderwelt, Leipzig 1890 (unter dem Namen Constanze von Franken)
- Katechismus des guten Tones und der feinen Sitte, Leipzig 1890 (unter dem Namen Constanze von Franken)
- Zum Meer, Teschen 1890
- Aus eigener Kraft, Graz 1891
- Katechismus der Toilettenkunst und des guten Geschmackes, Leipzig 1891 (unter dem Namen Constanze von Franken)
- Auf der Schwelle des Lebens, Leipzig 1892
- Drei Wochen am Gardasee, Teschen 1892
- Die Weltreisen Ida Pfeiffers, Graz 1892
- Das Buch zum Vorlesen, Berlin 1893
- Wie schreibe ich meine Briefe?, Stuttgart 1893 (unter dem Namen Constanze von Franken)
- Der Hauspoet, Stuttgart 1894 (unter dem Namen Constanze von Franken)
- Was ihr wollt, Berlin 1894
- Was wollen wir spielen?, Stuttgart 1894 (unter dem Namen Constanze von Franken)
- Wovon soll ich reden?, Stuttgart 1894 (unter dem Namen Constanze von Franken)
- Freudvoll und leidvoll, Berlin 1895
- Roberts Erlebnisse, Wien 1895
- Die Christbescherung und andere Erzählungen, Wien 1897
- Katechismus der weiblichen Erwerbs- und Berufsarten, Leipzig 1897 (unter dem Namen Constanze von Franken)
- Katechismus des Haushalts, Leipzig 1897 (unter dem Namen Constanze von Franken)
- Wie gratuliere ich?, Leipzig 1897 (unter dem Namen Constanze von Franken)
- Verschiedene Lebensziele. Wehe dem, der nicht lügt!, Berlin 1897
- Novellen, Berlin 1899
- Wie pflegst und erziehst du dein Kind? Leipzig 1899
- Im Dienste des Herrn, Leipzig 1901
- Achtzehn kleine Erzählungen für Knaben und Mädchen, Berlin 1902
- Kinderglück, Berlin 1902
- Wie mache ich mich beliebt?, Stuttgart 1902 (unter dem Namen Constanze von Franken)
- Zur Freude, Ravensburg 1903 (zusammen mit Juliane Meyer)
- Im schwarzen Erdteil, Wien 1904
- Im Jugendland, Stuttgart 1905
- Leben und Lieben, Berlin 1905
- 73 kleine Erzählungen, Berlin 1906 (zusammen mit M. von Loga)
- 21 kleine Erzählungen für Kinder von 7 bis 10 Jahren, Berlin 1906
- Die Frau nach dem Herzen des Mannes, München 1906
- An der schönen blauen Adria, Wien 1908
- Schicksale, Berlin 1908
- Frohe Jugend, Stuttgart 1909 (zusammen mit Juliane Meyer)
- "Ich will!", Gotha 1909
- Nach der Schule, Berlin 1910
- Dickchens und Dummchens Lieblingsgeschichten, Stuttgart 1911
- Von überall, Gotha 1912
- O Tannenbaum, o Tannenbaum!, Stuttgart 1913
- Das bunte Buch, Stuttgart 1914
- Hundert Kinderreime mit Bildern, Ravensburg 1914 (zusammen mit Cora Lanzil)
- Weiße Narzissen und andere Erzählungen, Dresden [u. a.] 1915
- Drollige Geschichten, Stuttgart 1916
- Freiherrn v. Münchhausens Reisen und Abenteuer, Stuttgart 1917
- Irgendwo und Nirgendwo, Stuttgart 1917
- Luginsland, Stuttgart 1917
- Till Eulenspiegels lustige Streiche, Stuttgart 1917
- Von Kindern und Helden, Gotha 1917
- Wildfangs Geschichtenbuch, Stuttgart 1917
- Zwei Erzschelme, Stuttgart 1917
- Reineke Fuchs, Stuttgart 1919
- Ein Buch von großen und guten Menschen, Wien 1920
- Wie man's treibt, so geht's, Gotha 1920
- Ich will euch was erzählen, Stuttgart 1935 (zusammen mit Josephine Siebe)

### Herausgeberschaft
- Mädchenbibliothek Freia, Stuttgart
  - 1 (1894)
  - 2 (1895)
  - 3 (1896)
- Feierstunden der Seele, Leipzig 1896
- Adalbert Stifter: Bunte Steine, Wien 1901

### Übersetzungen
- Xavier Boniface: Picciola, Berlin 1890
- Hector Malot: Allein in der Welt, Wien 1895